# Mudlahalli, Gubbi
Mudlahalli là một làng thuộc tehsil Gubbi, huyện Tumkur, bang Karnataka, Ấn Độ.